# Лєсний (Богородський район)
Лєсний (рос. Лесной) — селище в Богородському районі Нижньогородської області Російської Федерації.
Населення становить 41 особу. Входить до складу муніципального утворення Хвощовська сільрада.

## Історія
Від 2004 року входить до складу муніципального утворення Хвощовська сільрада.

## Населення
| 1999 | 2002 | 2010 |
| ---- | ---- | ---- |
| 77   | ↘47  | ↘41  |